# 프란치셰크 동브로프스키

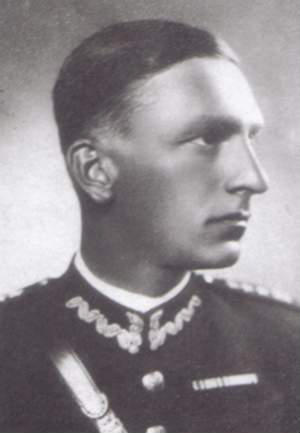
프란치셰크 동브로프스키

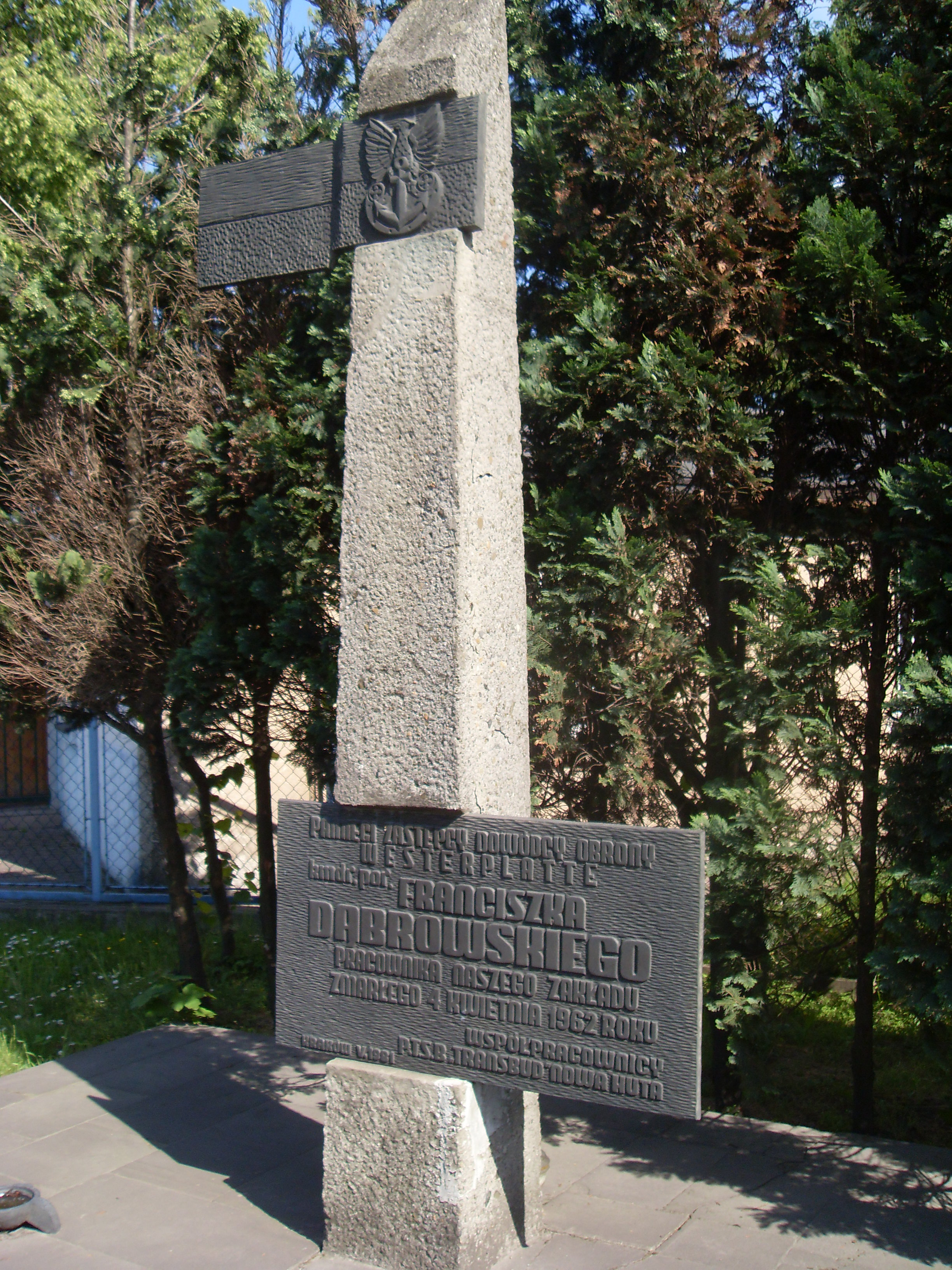
크라쿠프에 세워진 프란치셰크 동브로프스키 기념비

프란치셰크 동브로프스키(폴란드어: Franciszek Dąbrowski, 1904년 4월 17일 ~ 1962년 4월 24일)는 1939년 나치 독일의 폴란드 침공 당시 폴란드 해군의 장교이다. 1939년 9월 그는 베스테르플라테 군사 수송품 저장소에 근무했었고 베스테르플라테 전투에 참여했다. 폴란드 수비대는 엄청난 수의 적을 상대로 9월 1일부터 7일까지 일주일간 독일군의 공격을 격퇴했다. 항복 이후 그는 독일의 여러 포로 수용소에 수감되었다.
그는 베스테르플라테 전투에서 겪은 경험에 대한 책 두권 Dziennik Bojowy załogi Westerplatte (1945) and Wspomnienia z obrony Westerplatte (1957)을 작성했다. 동브로프스키는 비르투티 밀리타리 5등급 훈장, 메리트 십자가 황금 훈장, 오드라 메달, 니사-발트 훈장, 그룬발드스카 훈장을 수여받았다.

## 참고 자료
- westerplatte.pl에서의 전기